# Saint-Martin-l'Heureux

Saint-Martin-l'Heureux este o comună în departamentul Marne, Franța. În 2009 avea o populație de 72 de locuitori.